# Hugo Seidler
Hugo Seidler (* 29. März 1866 in Pressburg; † 22. Oktober 1953 in Mauer bei Wien) war ein österreichischer Maschinenbauer und Hochschullehrer. Er war Rektor der Technischen Hochschule Wien.

## Leben
Hugo Seidler studierte an der Technischen Hochschule Prag Maschinenbau, wo er vier Jahre als Assistent tätig war. Anschließend war er als Konstrukteur bei der Prager Maschinenbau AG (zuvor Ruston & Co) beschäftigt, ging als Oberingenieur zur Nicholson'schen Maschinenfabriks AG nach Budapest und leitete als Direktor die Leobersdorfer Maschinenfabrik.
Ab 1902 war er Konstrukteur an der Technischen Hochschule Wien und ab 1903 Honorardozent. 1904 wurde er zum außerordentlichen und 1909 zum ordentlichen Professor für Maschinenelemente, Dampfkessel- und Behälterbau berufen. In den Studienjahren 1911/12 und 1912/13 sowie 1915/16 und 1916/17 stand er als Dekan der Maschinenbauschule vor. 1922 wurde er zum Hofrat ernannt. Im Studienjahr 1926/27 war er gewählter Rektor der Technischen Hochschule Wien. An der TH Wien richtete er ein Labor für Wärmekraftmaschinen ein, welches während seines Rektorates am Gelände der ehemaligen k.u.k. Kriegsschule am Getreidemarkt in einem Neubau eröffnet wurde. 1935 wurde er emeritiert. 1936 wurde ihm das Komturkreuz des österreichischen Verdienstordens verliehen.
Er starb 1953 im Alter von 87 Jahren.